# Duomo

Duomo de Florencia.

Un duomo (sustantivo masculino original en italiano, en plural, duomi) es, en muchos países, especialmente en Italia, Austria y Alemania, el nombre dado a la iglesia principal en algunas ciudades. A menudo se trata de una catedral —templo cristiano donde tiene sede o cátedra el obispo, siendo así la iglesia principal de cada diócesis—, pero no siempre, ya que también puede tratarse de una antigua catedral, una pro-catedral o incluso una iglesia importante que no haya sido nunca catedral. Si se trata de precisar el estatuto de catedral, existen tanto el término italiano cattedrale como el alemán Kathedrale.
El término italiano, como préstamo lingüístico o italianismo, ha pasado a utilizarse con generalidad en español, aunque antiguamente se traducía casi siempre como catedral, aun siendo muchas veces erróneo. Su uso en español se debe a varios duomos italianos mundialmente famosos, como el duomo de Florencia o el duomo de Milán, que han facilitado su incorporación al uso común, transformándose incluso en muchos casos el sustantivo en un nombre propio, Il Duomo o El Duomo, de la misma forma en que a veces se utiliza la voz Piazza para referirse a algunas plazas o Campanile para algunos campaniles o campanarios.
El término se encuentra también en idioma alemán (Dom), así como en francés (dôme), danés (domkirke), estonio (toomkirik), finés (tuomiokirkko), húngaro (dóm), islandés (dómkirkja), letón (doms), polaco (tum), eslovaco (dóm) y sueco (domkyrka).

## Etimología
El término proviene del italiano duomo ['duɔmo], que a su vez proviene del latín domus, «casa», en el sentido de la «casa de Dios». El diccionario en línea Garzanti también recoge la misma etimología, pero la deriva de la «casa del obispo»: Domu (m) (episcopi); 'casa (del vescovo)'.
No hay conexión etimológica entre este término y su homónimo domo, que designa una cubierta de forma redondeada o cúpula, si no es el parentesco a nivel de la raíz indoeuropea *dṓm, «casa».

## Ejemplos

### Ejemplos en Italia
En Italia, los duomi de  Florencia, Lecce, Lucca, Milán o Siena, por ejemplo, son catedrales. El  duomo de Trevi es una antigua catedral. El duomo de Monza no es una catedral, ya que la ciudad de Monza es parte de la archidiócesis de Milán.

### Ejemplos en Alemania
La catedral de Colonia, por ejemplo, en alemán se llama Hohe Domkirche St. Peter und Maria, o simplemente kölner Dom.
En alemán, el término Dom también puede referirse a las colegiatas  —mediante un proceso de sinécdoque, la parte por el todo—, importantes iglesias que poseen un cabildo colegial (colegio de clérigos instituido para ayudar en el gobierno).